# Varicorhinus robertsi
Varicorhinus robertsi és una espècie de peix de la família dels ciprínids i de l'ordre dels cipriniformes. Va ser descrit per l'ictiòleg Keith Edward Banister el 1984.
Els adults poden assolir fins a uns 6,5 cm de longitud total. Es troba a la República Democràtica del Congo.